# NGC 7201
NGC 7201 is een spiraalvormig sterrenstelsel in het sterrenbeeld Zuidervis. Het hemelobject werd op 25 september 1834 ontdekt door de Britse astronoom John Herschel.

## Synoniemen
- ESO 467-4
- MCG -5-52-26
- IRAS22036-3130
- PGC 68040